# Memorie postume dello starets Fëdor Kuzmič
Memorie postume dello starets Fëdor Kuzmič (in russo Посмертные записки старца Федора Кузьмича (Умершего 20 января 1864 года в Сибири близ Томска на заимке купца Хромова)?, Posmertnye zapiski starca Fedora Kuz’miča (Umeršego 20 ânvarâ 1864 goda v Sibiri bliz Tomska na zaimke kupca Hromova)) (letteralmente: «Memorie postume dello starets Fëdor Kuzmič (morto il 20 gennaio 1864 in Siberia nei dintorni di Tomsk in un podere del mercante Chromòv)») è un racconto di Lev Tolstoj scritto nel 1905 e pubblicato postumo nel 1912.

## Genesi dell'opera

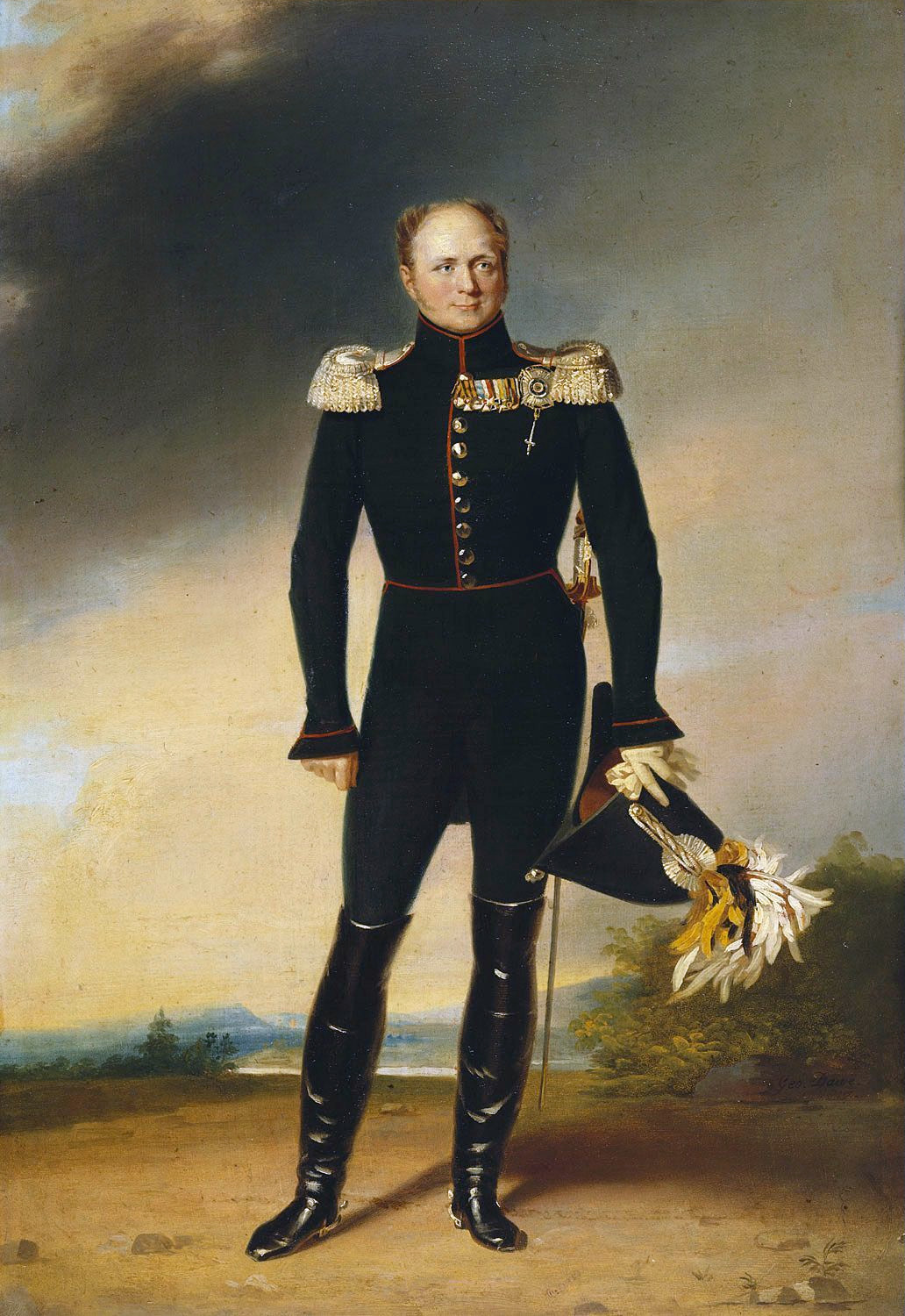
Zar Alessandro I di Russia

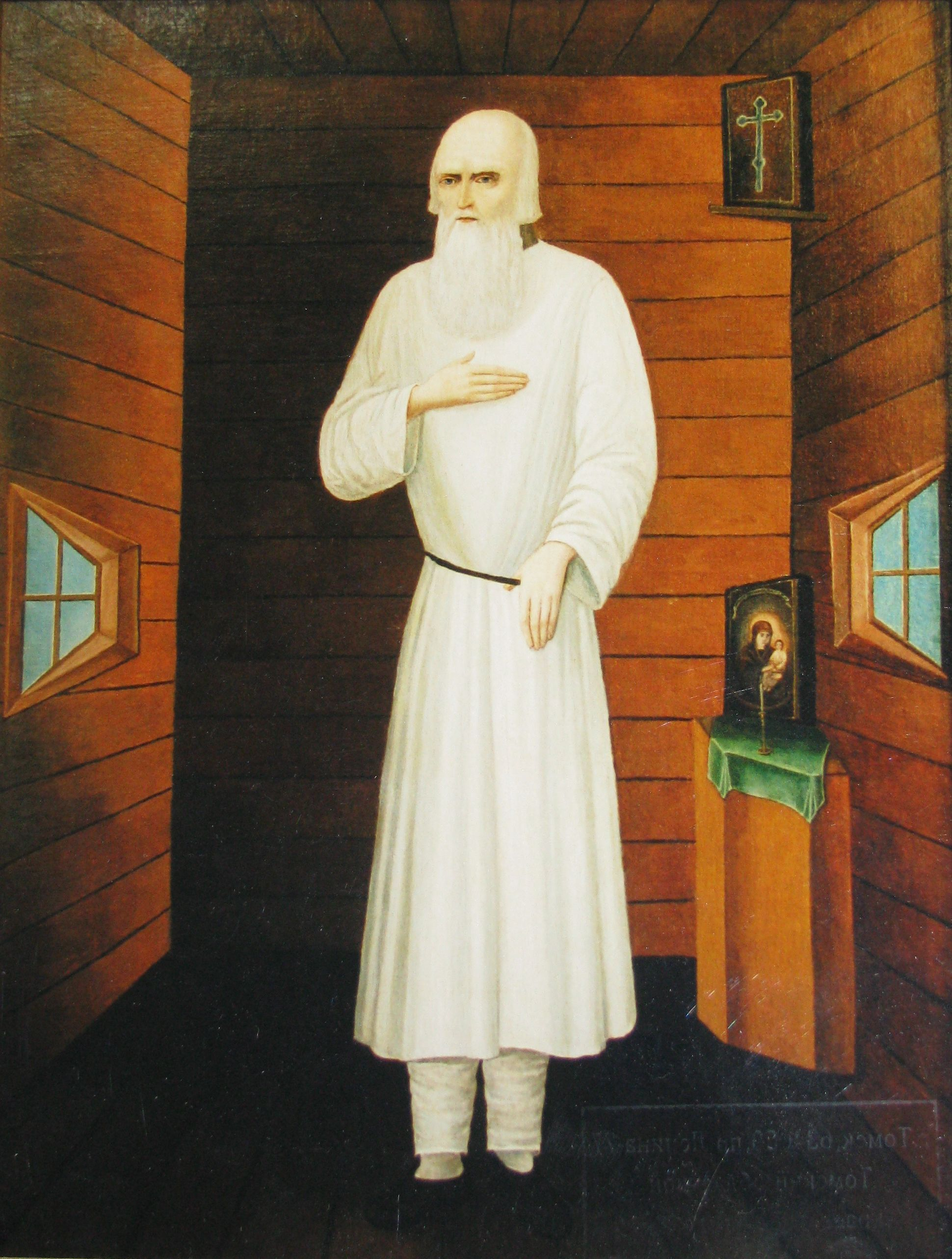
Starets Fëdor Kuz’mič

Nel 1864 era morto a Tomsk lo starets Fëdor Kuz’mič che la voce popolare voleva fosse l'ex-Zar Alessandro I, le cui inclinazioni misticheggianti e la cui fine misteriosa nel 1825 avevano lasciato perplesse l'opinione pubblica. Tolstoj accennò spesso alla sua intenzione di scrivere un racconto su Alessandro I e sullo starec Kuz’mič, sia nelle sue conversazioni con amici e conoscenti, sia nel Diario che nel Taccuino del 1904. Tolstoj intendeva farne un racconto lungo, forse addirittura un romanzo; pertanto a partire dall'ottobre 1905 cominciò a leggere numerosi testi, e nel mese successivo iniziò i primi abbozzi del racconto. Ma, probabilmente scoraggiato dalla gran mole della documentazione storica che l'argomento avrebbe richiesto, ai primi del 1906 decise di accantonare definitivamente il progetto. Il racconto fu pubblicato postumo a Berlino nel 1912 nella Posmertnye chudožestvennye proizvedenija (Opere postume); l'edizione di Berlino, a differenza dell'edizione delle Opere postume di Mosca, non era sottoposta a interventi della censura russa.

## Trama
Tolstoj ammette che lo staretz Fëdor Kuzmič sia veramente l'ex-Zar Alessandro I. Nella Premessa Tolstoj espone gli indizi che facevano identificare lo staretz con lo zar. Descrive successivamente la vita interiore dello staretz sotto forma di un diario nel quale l'ex zar Alessandro racconta in prima persona di aver assistito a una crudele punizione a cui fu sottoposto tale Strumenskij, un soldato della Guardia imperiale noto per la sua somiglianza fisica con lui. Alessandro si era allora reso conto di non sentire più l'attrattiva del potere, ma avvertiva «il desiderio d’andar via da tutto quanto». Decise pertanto di fingersi malato, corrompere un medico perché mettesse al suo posto l'agonizzante Strumenskij e poi darsi alla fuga, tenendo segreta a tutti da allora in poi la sua identità. Lo staretz/zar descrive quindi la sua vita, fin dalla nascita; descrive la sua vita di Corte, agitata dai pentimenti per le guerre e per le violenze che un suo atto, anche involontario, poteva provocare. Descrive quindi la vita frivola e indegna che si conduceva la Corte, composta quest'ultima in gran parte di esseri prepotenti, crudeli e pur sicuri della propria impunità. Il diario resta però interrotto al 16 dicembre 1849, essendo l'opera rimasta incompiuta.

## Edizioni
- «Posmertnye zapiski starca Fedora Kuz’miča (Umeršego 20 ânvarâ 1864 goda v Sibiri bliz Tomska na zaimke kupca Hromova». In: Posmertnye chudožestvennye proizvedenija L'va Nikolaeviča Tolstogo pod redaktsiej V.G. Čertkova (Opere artistiche postume di Lev Nikolàevič Tolstoj, a cura di V.G. Čertkov), Berlino: Svobodnoe slovo, 1912, Vol. III, pp. 359-77[6]
- «Memorie postume dello stàretz Fjòdor Kuzmìc». In: Lev Tolstoj, Racconti; a cura di Agostino Villa, Vol. III, Torino: Einaudi, 1955
- «Memorie postume dello staretz Fjodor Kuzmìc»; traduzione di Milli de Monticelli. In: Tutte le opere narrative e di teatro di Lev N. Tolstòj; a cura di Eridano Bazzarelli, Vol. IV (Resurrezione: Ultimi racconti), Milano: U. Mursia e C.; Milano: APE Corticelli, 1960
- «Memorie postume dello starets Fëdor Kuzmič». In: Lev Tolstòj, Tutti i racconti; a cura di Igor Sibaldi, Coll. I Meridiani, Vol. II, pp. 992-1018